# Ioan Sălăjan
Ioan Sălăjan (n. 5 decembrie 1930, Livada (oraș), jud. Satu Mare - d.?) a fost un jurist român, Președintele Tribunalului Suprem al României în perioada 1979 - 1990. La cǎderea regimului comunist, Ioan Sălăjan era membru în Comitetul Central al Partidului Comunist Român.
Ioan Sălăjan a fost deputat în Marea Adunare Națională în perioada 1975 - 1989.